# Porjus vandkraftværk
Porjus vandkraftværk (svensk: Porjus vattenkraftverk) er et vandkraftværk i Stora Luleälv, ved udløbet af Stora Lulevatten ved byområdet Porjus i Jokkmokks kommune i det nordligste Sverige.
Porjus var Vattenfalls første store vandkraftværk og opførtes 1910–15, og i 1971–82 opførtes det nye vandkraftværk. I dag er kraftværket i Porjus Vattenfalls (og Sveriges) tredjestørste med en normal årsproduktion på 1.233 GWh. Kraftværket blev indviet den 8. februar 1915 ved at kong Gustaf 5. sad på Stockholms slot og trykte på en knap, som udløste en sirene i Porjus.
Transformerstationen ved Porjus' gamle kraftværk, tegnet af Erik Josephson, blev byggnadsminne 1986, og var på det tidspunkt ét af de første byggnadsminnen med tilknytning til 1900-tallets industrialisering. Det gamle kraftværk er i dag museum, og huser et uddannelsesaggregat (U8) og et forskningsaggregat (U9). Museet er åbent for uanmeldte besøg i sommerperioden, hvor man også kan gå en gratis guidet fremvisning af hele stationen. På andre tider af året er det muligt at bestille fremvisninger. Maskinsalen, der sammenfatter 90 års svensk kraftværkshistorie, er særligt interessant; de første aggregater blev bygget i 1910'erne og de nyeste, U8 og U9, i slutningen af 1990'erne.
Ca 1 km mod syd ligger et udsigtssted hvor man kigger op af det 'til tider' tørlagte Hårsprunget, og op mod den mægtige Porjus-dæmning ca 75 m højere oppe.